# Bukowiec (powiat czarnkowsko-trzcianecki)
Bukowiec – wieś w Polsce położona w województwie wielkopolskim, w powiecie czarnkowsko-trzcianeckim, w gminie Czarnków.
W latach 1954–1957 wieś należała i była siedzibą władz gromady Bukowiec, po jej zniesieniu w gromadzie Jędrzejewo. W latach 1975–1998 miejscowość należała administracyjnie do województwa pilskiego.
Zobacz teżBukowiec, Bukowiec Opoczyński, Bukowiec nad Pilicą